# Landkreis Esslingen
Landkreis Esslingen är ett distrikt i Baden-Württemberg, Tyskland. Motorvägen A8 passerar genom distriktet. 
1. ↑  härlett från: Statistisches Landesamt Baden-Württemberg.[källa från Wikidata]
2. ↑  läs online, www.destatis.de .[källa från Wikidata]